# إعصار ناري

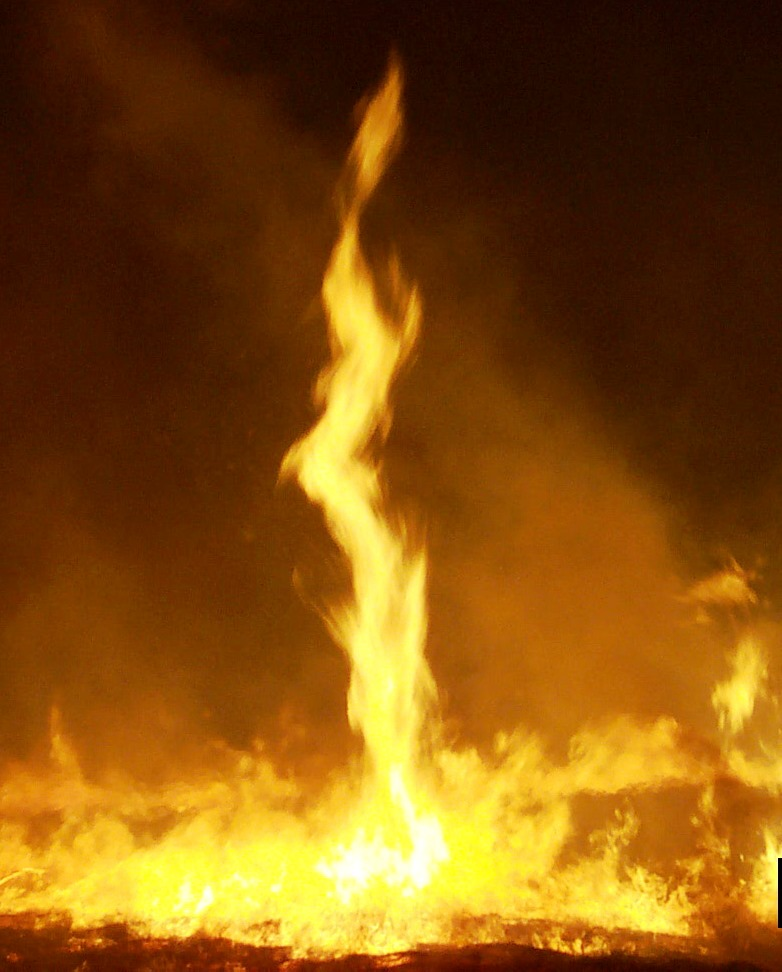
صورة لإعصار فيه نار

الإعصار الناري (بالإنجليزية: firenado أو fire whirl) هو أحد أنواع الأعاصير التي تحدث بشكل نادر في أنحاء متفرقة من العالم. وهو عبارة عن زوبعة كبيرة من اللهب تحدث عندما تجتمع حركة الرياح على شكل دوامات مع وجود ألسنة اللهب على الأرض، بحيث تتكون دوامة نارية عمودية أن العديد يسمّون هذه الظاهرة باسم شياطين النار Fire Devils.

## التشكيل
يختلف الإعصار الناري عن غيره وجود النار بداخله مما يزيد من قوته التدميرية، حيث يتميز هذا الإعصار بقدرته على إتلاف المحاصيل والممتلكات بالإضافة لإحراق الغابات والبيوت. ولم تتم دراسته دراسة كافية أو معرفة الأسباب الحقيقية لنشوئه، ولكن يربط العلماء هذا الإعصار بوجود حرائق غابات واقتراب إعصار منها مما يؤدي لتشكل نواة من اللهب تدور بحركة أفقية وحركة عمودية للأعلى. ويتكون عندما ترتفع درجة الحرارة ويكون لدينا دوامات هوائية مضطربة. ويتكون إعصار النار من جزء أساسي هو النواة النارية وجزء غير مرئي هو الدوامة الهوائية المحيطة بالنواة مهمته تغذية المركز بالأكسجين.

## في القرآن الكريم
ورد ذكر هذه الظاهرة في القرآن الكريم في سورة البقرة:
قال تعالى: (أَيَوَدُّ أَحَدُكُمْ أَنْ تَكُونَ لَهُ جَنَّةٌ مِنْ نَخِيلٍ وَأَعْنَابٍ تَجْرِي مِنْ تَحْتِهَا الْأَنْهَارُ لَهُ فِيهَا مِنْ كُلِّ الثَّمَرَاتِ وَأَصَابَهُ الْكِبَرُ وَلَهُ ذُرِّيَّةٌ ضُعَفَاءُ فَأَصَابَهَا إِعْصَارٌ فِيهِ نَارٌ فَاحْتَرَقَتْ كَذَلِكَ يُبَيِّنُ اللَّهُ لَكُمُ الْآَيَاتِ لَعَلَّكُمْ تَتَفَكَّرُونَ) [البقرة: 266]